# 廉傑克曼
廉傑克曼（1988年1月27日—），本名張廉傑，出生於彰化田尾，是一名台灣YouTuber，前上班不要看成員，台灣樂團七月半鼓手。

## 經歷
高中時期曾參與樂團擔任鼓手，當兵時則是陸戰軍樂隊。
曾在電玩宅速配製作說文解字與電玩怪談系列節目，深受網友喜愛，也奠定做網路影片的基礎。
2017年加入上班不要看，原先擔任幕後工作人員居多，其繪畫與修圖能力受到矚目，受到粉絲推崇，加上其長相與藍正龍相似，因此有「彰化藍正龍」、「YouTuber界的藍正龍」等稱號，之後漸漸走向幕前並且擔任編導的工作。只要出現在影片中就會有粉絲稱其「已排卵」，甚至被粉絲戲稱是「調經男神」，稱讚長相帥氣之意。
在自己的頻道則是以創意影片、開箱以及生活的vlog影片為主，其中vlog以中指與無名指中間分開的手勢搭配「logv一下」的口號為個人特色。
2017年底與其他四位Youtuber－蔡阿嘎、馬叔叔、蔡哥、How How，一同創立搞笑和音樂性質兼具的「七月半」。
2019年底計劃作多方面發展，主力經營自家頻道，和上班不要看團隊維持演員和合作公司的關係。
2020年四月開創遊戲頻道 RJ的遊戲頻道，同年八月突破五萬訂閱。

## 演出作品

### 電影
| 年份   | 片名                   | 飾演                | 導演             | 備註 |
| 2020年 | 《狗狗史酷比！》       | 弗列德              | 東尼·塞爾沃      | 配音 |
| 2023年 | 《做工的人 電影版》    |                     | 鄭芬芬           |      |
| 2023年 | 《蜘蛛人：穿越新宇宙》 | 班·萊利／緋紅蜘蛛人 | 瓦昆·杜斯·山托斯 | 配音 |

## 外部連結
- （繁體中文） YouTube上的廉傑克曼頻道
- （繁體中文） YouTube上的廉傑克曼遊戲直播頻道 （页面存档备份，存于）
- （繁體中文） 廉傑克曼的Facebook專頁
- （繁體中文） 廉傑克曼的Instagram帳戶